# Trilogia delle Alpi
La Trilogia delle Alpi è il nome dato a tre vie d'arrampicata tra le più difficili delle Alpi:
- Silbergeier - 200 m, 8b max - Rätikon, Svizzera
- The End of Silence - 350 m, 8b+ max - Feuerhorn, Germania
- Des Kaisers neue Kleider - 250 m, 8b+ max - Fleischbank, Austria

## Salitori
Hanno completato la trilogia solo quattro arrampicatori, la prima donna è stata Barbara Zangerl nel 2013:
- Stefan Glowacz: completata nel 2001[2]
  - 1994: Des Kaisers neue Kleider
  - 1998: Silbergeier
  - 2001: The End of Silence

- Harald Berger: completata nel 2005[1]
  - 2003: The End of Silence
  - 2004: Des Kaisers neue Kleider
  - 2005: Silbergeier

- Ondra Benes: completata nel 2009[3]
  - 2006: Silbergeier
  - 2008: The End of Silence
  - 2009: Des Kaisers neue Kleider

- Barbara Zangerl: completata nel 2013[4][5][6]
  - 2012: The End of Silence (prima salita femminile)
  - 2013: Silbergeier
  - 2013: Des Kaisers neue Kleider (prima salita femminile)